# أسيف كاباديا
أسيف كاباديا (بالإنجليزية: Asif Kapadia) هو مخرج أفلام بريطاني. ولد عام 1972 في حي هكني في لندن. أشتهر بثلاثيته من الأفلام الوثائقية التي تعتمد على السرد والمبنية على الأرشيف، سينا وإيمي ودييغو مارادونا.

## روابط خارجية
- أسيف كاباديا على موقع IMDb (الإنجليزية)
- أسيف كاباديا على موقع ألو سيني (الفرنسية)
- أسيف كاباديا على موقع أول موفي (الإنجليزية)
- أسيف كاباديا على موقع قاعدة بيانات الأفلام السويدية (السويدية)
- أسيف كاباديا على موقع قاعدة بيانات الفيلم (الإنجليزية)
- أسيف كاباديا على موقع كينوبويسك (الروسية)